# Брембате ди Сопра
Бремба̀те ди Со̀пра (на италиански: Brembate di Sopra; на ломбардски: Brembàt Sura, Брембат Сура) е градче и община в Северна Италия, провинция Бергамо, регион Ломбардия. Разположено е на 267 m надморска височина. Населението на общината е 7921 души (към 2017 г.).